# Гравуна
Гравуна (на гръцки: Γραβούνα, до 1925 година Δοϊρανλή, Дойранли) е село в Гърция, дем Места (Нестос), административна област Източна Македония и Тракия. 

## География
Гравуна е разположено на около 25 километра източно от град Кавала, на надморска височина от 25 метра.

## История

### В Османската империя
В XIX век е изцяло мюсюлманско село в Саръшабанска каза на Османската империя. Съгласно статистиката на Васил Кънчов („Македония. Етнография и статистика“) към 1900 година Дойранли е турско селище и в него живеят 456 турци.

### В Гърция
В 1913 година селото попада в Гърция след Междусъюзническата война. През 20-те години на XX век турското му население се изселва по споразумението за обмен на население между Гърция и Турция след Лозанския мир и на негово място са заселени гърци бежанци, които в 1928 година са 124 семейства с 589 души, като селището е изцяло бежанско.
Българска статистика от 1941 година показва 825 жители.
Населението традиционно се занимава с тютюнопроизводство.
| Име       | Име         | Ново име  | Ново име   | Описание               |
| --------- | ----------- | --------- | ---------- | ---------------------- |
| Каракюрти | Καρακιούρτη | Пироволея | Πυροβολεία | местност ЮИ от Гравуна |
| Магарли   | Μάγγαρλη    | Левкес    | Λεῦκες     | местност Ю от Гравуна  |

Селото е част от дем Саръшабан по закона Каподистрияс от 1997 година. С въвеждането на закона Каликратис, Гравуна става част от дем Места.
Според преброяването от 2001 година има 849 жители, а според преброяването от 2011 година има 737 жители.
| Година    | 1913 | 1920 | 1928 | 1940 | 1951 | 1961 | 1971 | 1981 | 1991 | 2001 | 2011 | 2021 |
| --------- | ---- | ---- | ---- | ---- | ---- | ---- | ---- | ---- | ---- | ---- | ---- | ---- |
| Население | 302  | 72   | 620  | 803  | 841  | 868  | 872  | 905  | 803  | 849  | 737  | 605  |